# Castelo de Arraiolos
O Castelo de Arraiolos, também conhecido como Paço dos Alcaides, localiza-se na vila, freguesia e município de Arraiolos, no distrito de Évora, em Portugal.
Destaca-se por ser um dos raros castelos de planta circular, no mundo.[carece de fontes?]
No início do século XX foi classificado como Monumento Nacional, por Decreto publicado em 23 de Junho de 1910.

## História

### Antecedentes
A primitiva ocupação humana do cabeço rochoso conhecido como Monte de São Pedro, ao norte de Arraiolos, é atestada por alguns percutores de quartzo e um machado de cobre pré-históricos, encontrados durante prospecção arqueológica na alcáçova do castelo, atualmente no Museu de Évora.
Acredita-se que a povoação em si tenha se formado por volta de 300 a.C.

### O castelo medieval

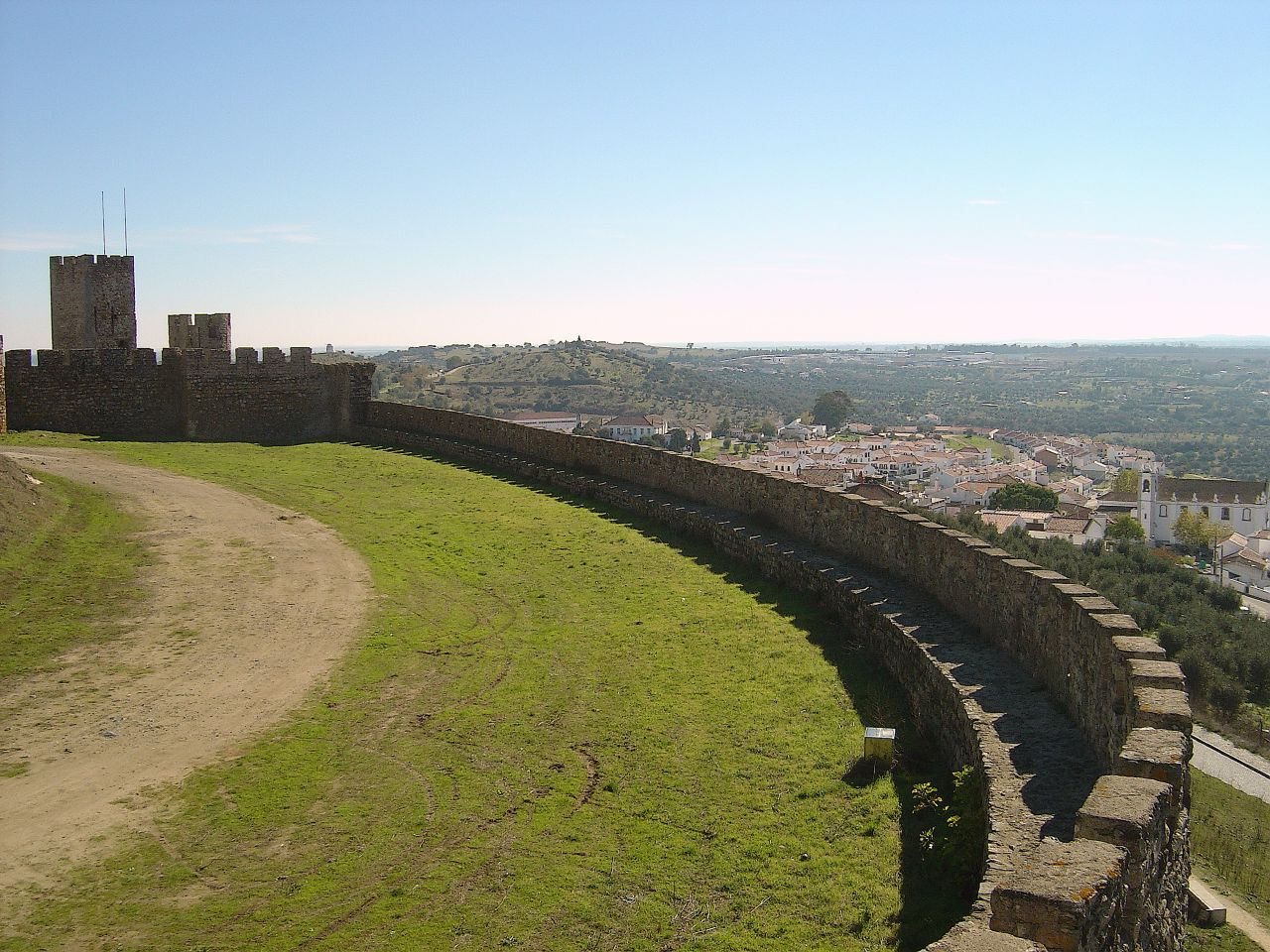
Castelo de Arraiolos, Portugal: vista do adarve e das ameias.

A ideia de fortificação deste local remonta à doação da chamada herdade de Arraiolos feita por D. Afonso II (1211-1223) a D. Soeiro, bispo de Évora, com a permissão para que nela se erguesse um castelo (1217).
Com o adensamento do povoamento, uma nova determinação para o levantamento de uma defesa remonta a um contrato, firmado entre o rei D. Dinis (1279-1325), o Alcaide, os Juízes e o Concelho da Vila de Arraiolos (1305), que estipulava a obrigação de levantar, em torno da povoação, "207 braças de muro, de três braças de alto e uma braça de largo; e a fazer no dito muro dous portaes dárco com suas portas, e com dous cubellos quadrados em cada uma porta".
Essas obras foram iniciadas em 1306, com uma verba de 2.000 libras concedidas pelo monarca, e traça de autoria de D. João Simão. Dessa forma, em 1310, ano em que o soberano confirmou a Carta de Foral, (...) a obra estava pronta de pedra e cal e em boa defesa, edificada num monte de configuração cónica, elevado sobre todos os vizinhos e pitorescamente coroado, no vértice, pela antiquíssima Igreja Matriz do Salvador.
O castelo começou a sofrer abandono a partir do século XIV, por ser um local ventoso, frio, reputado como desagradável para se habitar. O rei D. Fernando (1367-1383) tentou dar remédio a essa situação concedendo privilégios especiais aos seus habitantes (1371). Essas medidas, entretanto, se revelaram inúteis, pois nem o fechar das portas à noite, privando dos sacramentos os moradores de fora, conseguiu impedir o despovoamento da fortificação.
Após o desfecho da crise de 1383-1385, os domínios da vila e seu castelo foram doados ao Condestável D. Nuno Álvares Pereira (1387), agraciado com o título de Conde de Arraiolos. Entre 1385 e 1390, daqui partiram diversas expedições militares do Condestável contra Castela.

### Do século XVI aos nossos dias

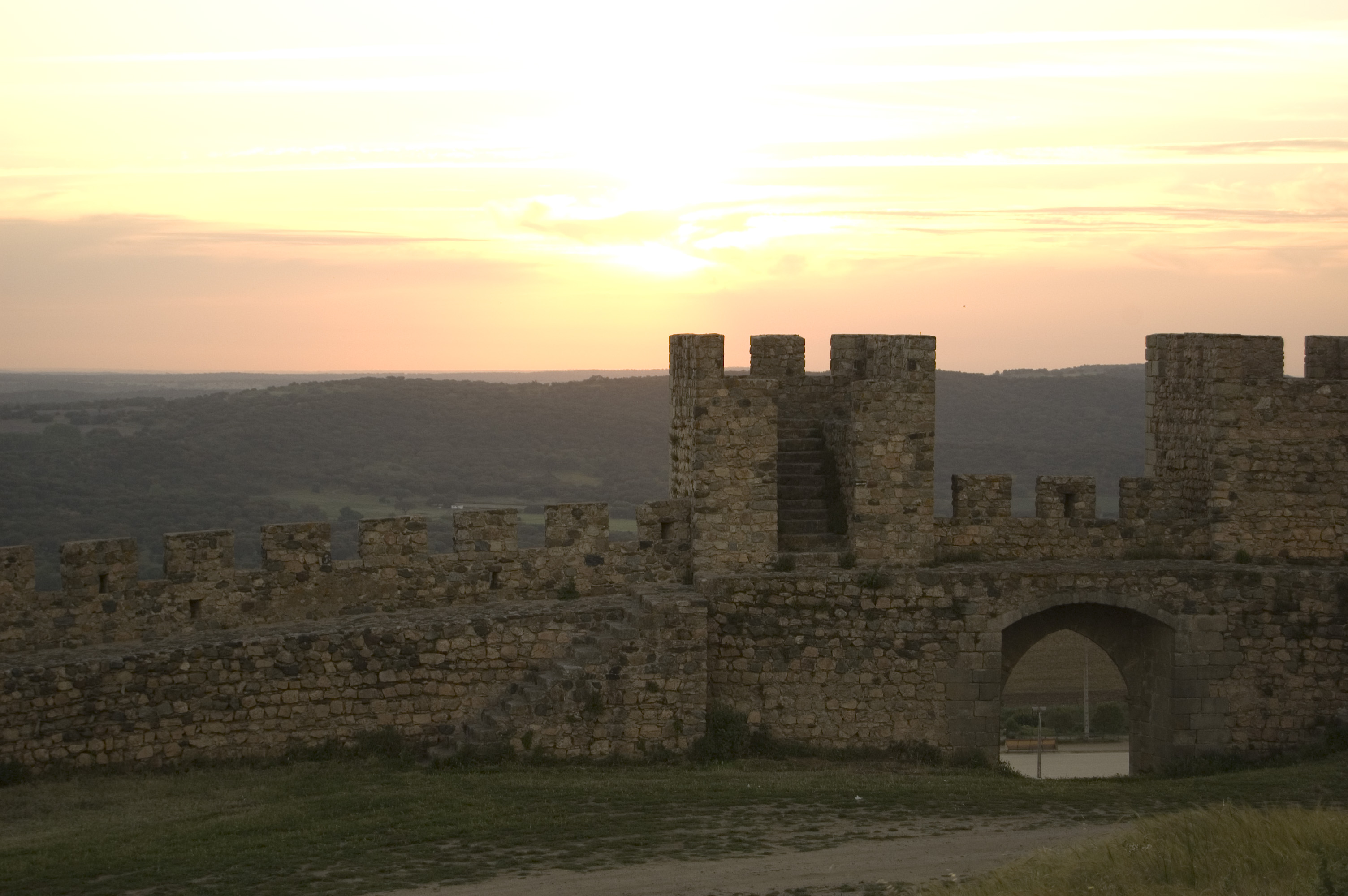
Castelo de Arraiolos, Portugal: Porta de Santarém vista do interior.

Ao final do século XVI o castelo ainda era habitado, fechando-se todas as noites pelo sinal do sino (1599). Nessa época um grande número de novas moradias já se espalhava pelas encostas vizinhas. No início do século XVII, entretanto, já se encontrava desguarnecido, vendo os seus materiais de construção serem saqueados e abrigando um curral no seu Pátio de Armas.
Em 1613 o castelo e seus edifícios encontrava-se em avançado estado de ruína, conforme queixas dos Oficiais da Câmara Municipal à época.
À época da Restauração da independência portuguesa, sob o reinado de D. João IV (1640-1656), o muro da povoação e o seu castelo receberam obras de remodelação por necessidades estratégicas (1640). Poucos anos mais tarde, em 1655, o castelo voltava a apresentar ruína, com a barbacã caída, a Torre de Menagem fendida e abandonada, e o Paço dos Alcaides inabitável.
Um século mais tarde, o terramoto de 1755 aumentou-lhe os danos.
No século XIX, o seu Pátio de Armas serviu de cemitério para as vítimas de cólera morbus na região (1833).
No período de 1959 a 1963, o castelo e as muralhas de Arraiolos, foram parcialmente restaurados pela Direcção-Geral dos Edifícios e Monumentos Nacionais (DGEMN).

## Características

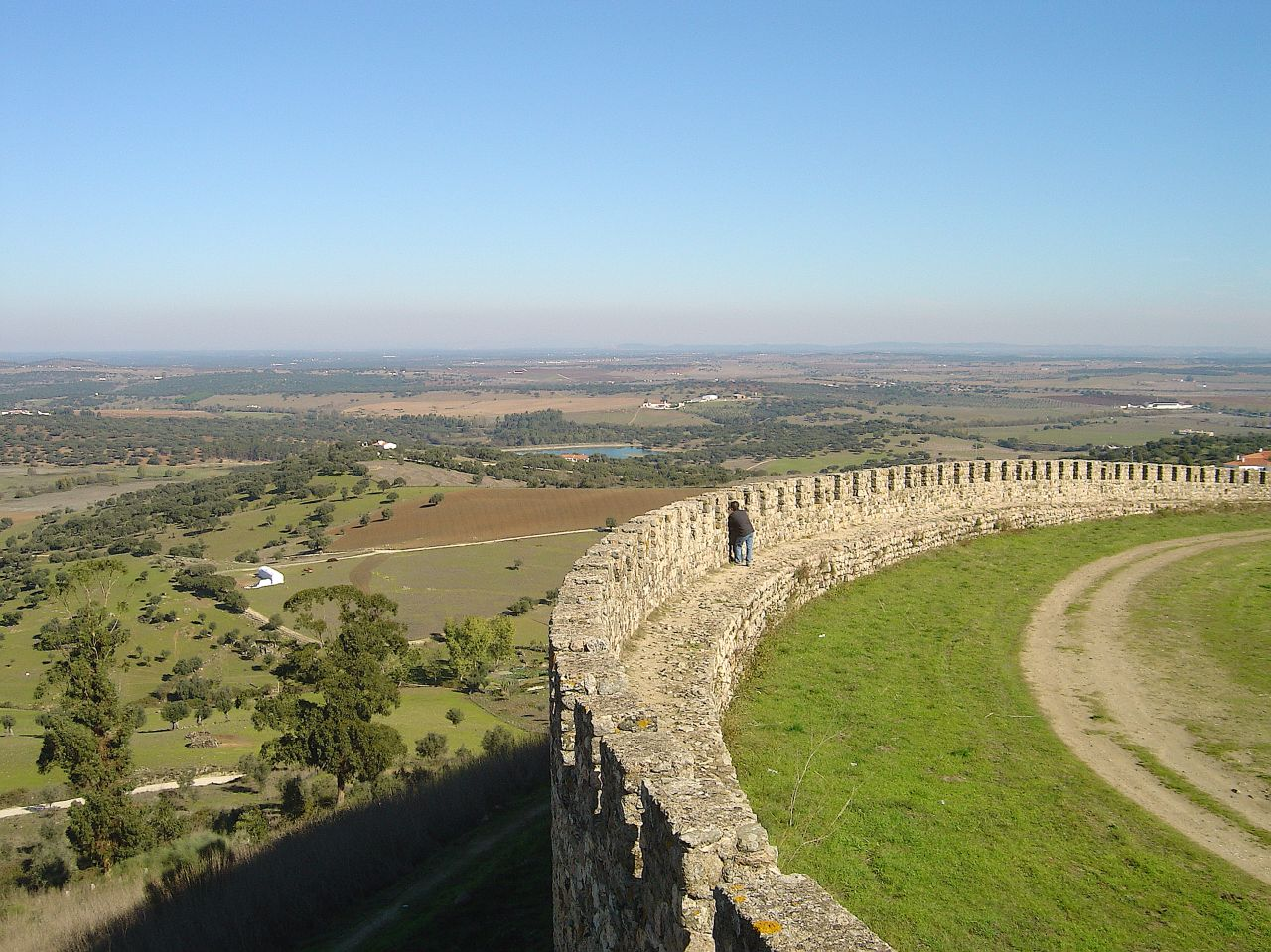
Castelo de Arraiolos, Portugal: vista do adarve e das ameias.

O conjunto, integrado pela fortificação do Paço dos Alcaides e pela cerca amuralhada, apresenta planta quadrangular, com elementos do estilo românico e do estilo gótico.
Embutido no troço norte da muralha, o Paço dos Alcaides, de planta quadrada, é dominado pela Torre de Menagem. Esta é dividida internamente em quatro pavimentos, rematada por adarve protegido por merlões. Articula-se pela face leste com as casas da guarda, sobranceiras à porta da Praça de Armas, e, pela oeste, com as pousadas palacianas.
O sólido muro ameado, largo e de altura regular, descrevendo uma forma elipsóide, encontra-se actualmente bem conservado. Nele se inscreviam, originalmente, duas portas:
- a Porta da Vila (ou da barbacã), a Sul, hoje reduzida a uma grande abertura no muro; e
- a Porta de Santarém, a Noroeste, em estilo gótico, flanqueada por dois cubelos ou torreões.

Parece ter havido ainda uma porta falsa ou postigo, no lado leste, onde o muro apresenta alguma ruína.
A Torre do Relógio, enriquecida com um coruchéu ao tempo de D. Manuel (1495-1521), parece ser um dos cubelos da antiga porta da barbacã, ficando o outro suprido pela grande torre de menagem.
Destaca-se, na praça de armas do castelo, a Igreja do Salvador.
Uma tradição local afirma que existe uma passagem subterrânea secreta que liga o castelo ao Convento de Nossa Senhora da Assunção (Convento dos Lóios).